# Olszyna
Olszyna (in tedesco Först) è un comune urbano-rurale polacco del distretto di Lubań, nel voivodato della Bassa Slesia.
Ricopre una superficie di 47,16 km² e nel 2005 contava 6 924 abitanti.